# Symplectoscyphus paraglacialis
Symplectoscyphus paraglacialis är en nässeldjursart som beskrevs av El Beshbeeshy 1991. Symplectoscyphus paraglacialis ingår i släktet Symplectoscyphus och familjen Sertulariidae. Inga underarter finns listade i Catalogue of Life.